# Bursa Malaysia
Bursa Malaysia ist ein malaysisches Börsenunternehmen unter Section 15 des Capital Markets and Services Act von 2007 und die wichtigste Börse Malaysias. Bursa Malaysia wird als vollintegrierte Börse betrieben und bietet alle börsentypischen Dienstleistungen an, darunter Börsenhandel, Clearing, Settlement sowie Depotdienstleistungen.

## Geschichte

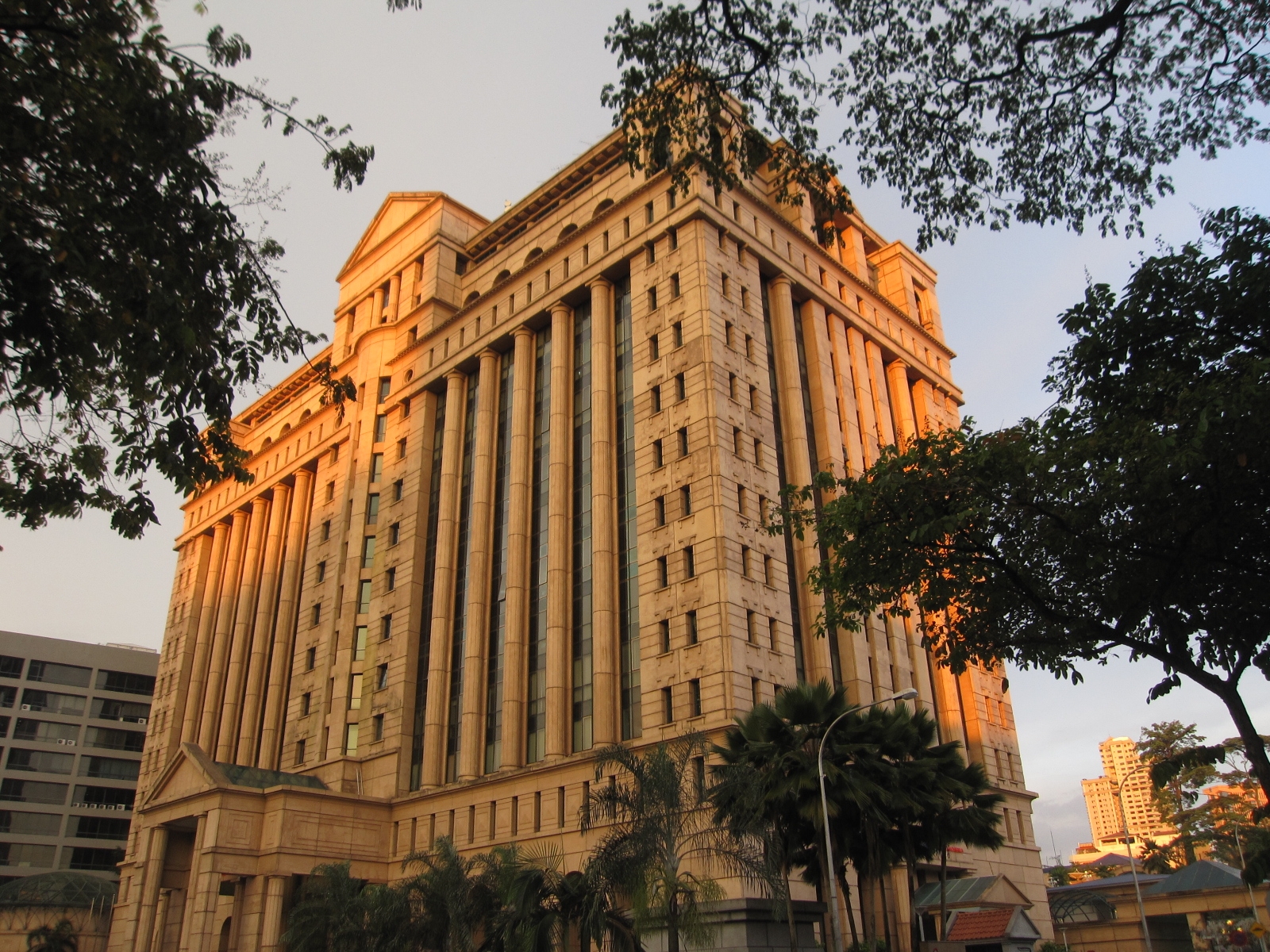
Sitz der Bursa Malaysia

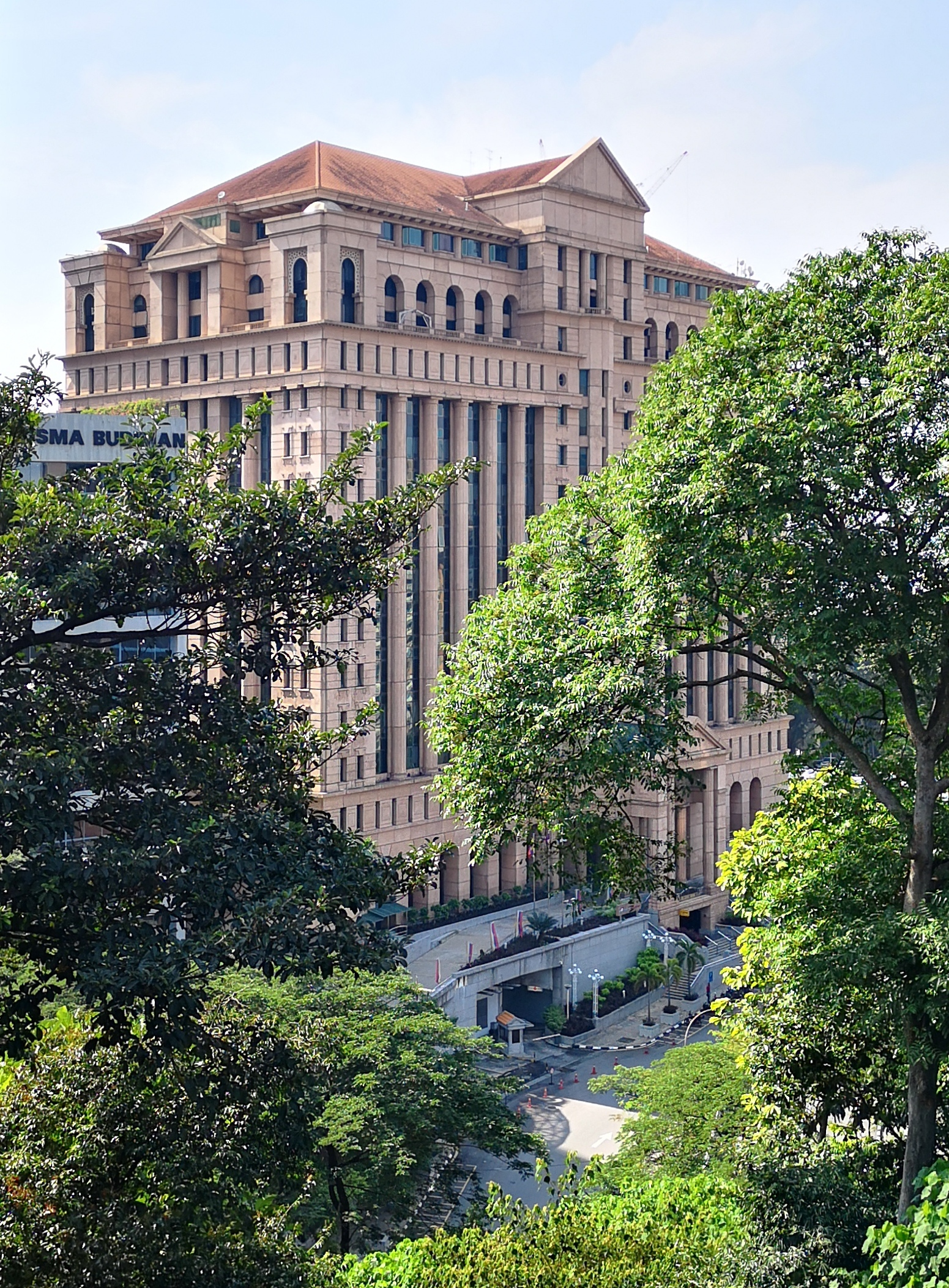
Bursa Malaysia (2019)

Der Ursprung der Bursa Malaysia, zuvor als „Kuala Lumpur Stock Exchange“ (KLSE, Malaiisch: Bursa Saham Kuala Lumpur) bekannt, geht auf das Jahr 1930 zurück, als die Singapore Stockbrokers’ Association als offizielle Organisation etabliert wurde, um mit Wertpapieren in Britisch-Malaysia zu handeln. Als solche stellte sie das erste offizielle Wertpapierhandelsunternehmen in Malaysia überhaupt dar, wurde jedoch erst 1937 unter dem Namen Malayan Stockbrokers Association registriert. Die Malayan Stock Exchange schließlich wurde 1960 gegründet, und auf ihre Gründung folgte bald der Beginn des öffentlichen Aktienhandels. Die Malayan Stock Exchange besaß Handelsräume in Singapur und Kuala Lumpur, die über Telefonkabel direkt miteinander verbunden waren.
1964 wurde die Stock Exchange of Malaysia gegründet. Mit der Abspaltung Singapurs von Malaysia im Jahre 1965 wurde die Stock Exchange of Malaysia in Stock Exchange of Malaysia and Singapore umbenannt. Als 1973 die monetäre Fungibilität zwischen Malaysia und Singapur aufhörte, wurde die Stock Exchange of Malaysia and Singapore in die Kuala Lumpur Stock Exchange Berhad und die Stock Exchange of Singapore aufgeteilt. Die Kuala Lumpur Stock Exchange, die am 14. Dezember 1976 als Limited eingetragen wurde, übernahm im selben Jahr die Geschäfte der Kuala Lumpur Stock Exchange Berhad.
Im Rahmen eines Versuches, die Asienkrise 1997 besser zu überstehen, stoppte die Börse den Handel von Central-Limit-Order-Book-(CLOB-)Schaltern vollständig, was zu einem vorübergehenden Einfrieren von Aktien im Wert von ca. 4,47 Milliarden USD führte, wovon rund 172.000 Investoren betroffen waren, die meisten darunter Singapurer.
Am 14. April 2004 wurde die Kuala Lumpur Stock Exchange infolge einer Demutualisierung in Bursa Malaysia Berhad umbenannt, deren Zweck es war, die Wettbewerbsstellung der Börse zu verbessern und auf globale Trends im Börsensektor zu reagieren, indem die Börse sich kundenfreundlicher und marktorientierter restrukturierte. Die Bursa Malaysia Berhad bestand aus einem Main Board, einem Second Board und MESDAQ mit einer totalen Marktkapitalisierung von 700 Milliarden MYR (ca. 189 Mrd. USD).
Das Unternehmen hat sich seither auf unterschiedliche Initiativen konzentriert, deren Ziel die Verbesserung ihres Produkt- und Dienstleistungsangebots war, um so die Liquidität und Geschwindigkeit ihrer Märkte zu erhöhen, die Effizienz ihrer Unternehmen zu verbessern und Skalenerträge im Rahmen ihres Betriebs zu erreichen. Am 18. März 2005 wurde die Bursa Malaysia auf dem Main Board der Bursa Malaysia Securities Berhad mit einer 17-%-Prämie bzw. einer Prämie in Höhe von 0,50 RM über ihrem Handelspreis von 3,00 RM notiert.

## Indizes
Der Leitindex der malaysischen Börse ist der FTSE Bursa Malaysia KLCI.

## Mitgliedschaften
Die Börse ist Mitglied in:
- World Federation of Exchanges[7]
- Asian and Oceanian Stock Exchanges Federation
- Sustainable Stock Exchanges Initiative